# Gymnoscelis austerula
Gymnoscelis austerula là một loài bướm đêm trong họ Geometridae.